# Drágakövek (film)
A Drágakövek Ferzan Özpetek tizenötödik filmje. A 2024-ben forgatott filmben tizennyolc híres színésznő játszik.

## Cselekmény
Róma, ma. Ferzan Özpetek összehívja azokat a színésznőket és színészeket, akikkel együtt dolgozott – és még néhány új arcot –, hogy bemutassa nekik a Drágakövek forgatókönyvét. A film cselekményét a rendező és a főszereplők részvételével zajló forgatókönyv-felolvasások tarkítják. Az egyik ilyen alkalommal Elena Sofia Ricci bejelenti, hogy nem tud részt venni a film forgatásán, mert beteg barátját ápolja. Ferzannak ezért ki kell vennie a forgatókönyből szerepét – a szabóság alapítóját és a tulajdonosok édesanyját –, aki így évekkel a film ideje előtt meghal.
Róma, 1974. A két nővér, Alberta és Gabriella Canova egy több nőt foglalkoztató, film- és színházi jelmezekre specializálódott, nagy szabóság tulajdonosa. Ebben a női mikrokozmoszban számos történet fonódik össze: Nina, a fővarrónő fia soha nem hagyja el a szobáját (még enni vagy iskolába menni sem), és olyan egzisztenciális félelemben él, amit nem tud a szüleivel megosztani; a hímzőnő, az özvegy Eleonora unokahúgával, a hevesen politizáló Beatricével csatázik, és titkos szerelmi viszonyt folytat Ennióval, a szabóság titkárával; a festő Carlotta; az anyagi gondokkal küzdő kalaposnő, Paolina, aki egyedül neveli a kis Simonet, akinek török apja lelépett; a varrónő Nicoletta, akit erőszakos férje, Bruno bántalmaz, megaláz, megver és halálosan megfenyeget; Fausta, a jó humorú és a férfiak bájára fogékony egyedülálló nő; Giuseppina, a frissen érkezett fiatal tanonc; Silvana, az egykori táncosnő, a Canova nővérek szakácsnője, akinek mindig van egy vigasztaló szava és egy tál meleg étele mindenkinek.
Az Oscar-díjas jelmeztervező, Bianca Vega egy nagyszabású film jelmezeit megrendelni érkezik a műhelybe. Alberta szigorúsága és Bianca igényessége miatt a jelmeztervezés folyamata nyomasztó és stresszes. A varrónők mindig találnak módot arra, hogy erővel és humorral reagáljanak a kisebb-nagyobb kihívásokra, sőt, még a saját életüket is sikerül újra összerakniuk: Nina kihozza fiát a katatóniából; Eleonóra kénytelen elbújtatni Beatricét a műhelyben, akinek így előbukkan művészi tehetsége, olyannyira, hogy Alberta alkalmazza; a kis Simonét Paolina magával hozza a műhelybe, mert nem engedhet meg magának bébiszittert. Alberta felajánlja, hogy anyagilag segít anyjának és fedezi a tanulmányi költségeit. Fausta és a többiek végül megpróbálják megvédeni Nicolettát Brunótól, végül a nő fellázad a férje erőszakossága ellen, megöli őt, ezzel visszanyerve szabadságát.
A Canova nővérek élete is felbolydul: Albertát meglátogatja  egykori szerelme, Leonardo, aki elhagyta őt Párizsban, pedig megígérte, hogy vele marad. Gabriella a zebrán elgázolt lánya korai halálának traumájába süllyedve az alkoholizmusban keres vigaszt. A két nőt rendszeresen együtt ebédel az őket támogató idős nagynénivel, Olgával. Az egyik ebéd során Alberta véletlenül megpillantja Leonardót a feleségével, és így megtudja, hogy a férfi azért hagyta el őt, hogy a balesetben megbénult nő mellett legyen. Alberta fájdalmas, végső búcsút vesz a férfitól. Később Gabriella részeg kirohanása kellemetlen találkozáshoz vezet a két rivális színésznő, Alida Borghese és Sofia Volpi között, ami azzal fenyeget, hogy a nővérek elveszítik mindkét ügyfelüket. Alberta szembeszáll Gabriellával, arra kényszerítve őt, hogy végleg szembenézzen a fájdalmával.
A jelmezeken végzett munka hullámvölgyekkel halad, míg végül már csak a főszereplő utolsó jelenetben viselt ruhája van hátra, egy olyan ruha, amellyel a film különc rendezője sosem elégedett meg. Bianca ekkor felfedi minden bizonytalanságát, és elmagyarázza, hogy az Oscar-díj ellenére is alkalmatlannak érzi magát. A varrónők – tudatában annak az emberségnek, amely Alberta szigorú külsején és Bianca megalkuvást nem ismerő természetén keresztülsugárzik – összefognak, hogy feloldják a patthelyzetet: egész éjjel azon dolgoznak, hogy Bianca eredeti vázlata alapján megalkossák a pazar jelmezt. A ruha olyan gyönyörű, hogy senkit sem érdekel már, mit gondol a rendező.
A forgatás végén Özpetek az üres díszletben bolyong, felidézi a jeleneteket, újraéli a munka keltette érzelmeket, és rátalál arra a gömbre, amit Silvana adott Paolina fiának, mintha csak arra akarna célozni, hogy a műteremben felnőtt gyermek maga a rendező, vagy az alteregója. Itt találja Elena Sofia Riccit is, színpadi jelmezben: bár törölték a forgatókönyvből, karaktere továbbra is hatással volt a történetre. A színésznő ezután emlékezteti a rendezőt, hogy a mozi varázsa nem abban rejlik, amit lát, hanem abban, amit érez. Maga a rendező Mariangela Melatónak, Virna Lisinek és Monica Vittinek, valamint minden nőnek ajánlja a filmet.

## Forgatás
A forgatás Rómában, a Testaccio negyedben zajlott; 2024. július 4-én kezdődött és ugyanazon év augusztusának végéig tartott. 
Ferzan Ozpetek elmondta, hogy a filmhez a filmiparban töltött korai éveiből merített ihletet, amikor rendezőasszisztensként híres mozi- és színházi szabóságokat keresett fel; olyan helyeket, ahol főként nők dolgoztak, utalva arra is, hogy gyermekkorát kizárólag nők között töltötte. Így a jelmezek világa központi narratíva és művészeti elem, olyan híres ruhákat is bemutatva, mint Claudia Cardinale ruhái a Párducban és Romy Schneider ruhái a Ludwigban.
A legimpozánsabb jelmezek között szerepelt egy több mint 160 méter anyagból készült, és fekete krinolinnal bélelt piros ruha, valamint egy nyolc méteres krinolinnal bélelt színházi jelmez. A teljes egészében Rómában forgatott film tisztelgés az olasz kézműves hagyomány és kreativitás előtt is.
Categoria:Informazioni senza fonte

## Filmzene
A film zenéjét Giuliano Taviani és Carmelo Travia szerezte. A dalokat a Roma Film Orchestra adta elő Alessandro Molinari karmester vezényletével, és a felvételeket a római Digital Records gondozásában készítették. 
A film főcímdala – amely a stáblistán is szerepel – a Diamanti, melyet Giorgia írt és adott elő, aki 21 évvel A szemközti ablak  után tért vissza, hogy együttműködjön Ferzan Özpetekkel, amelyhez a Gocce di memoria című dalt vette fel. A filmben megszólal még a Matteo Mancini és Gianni Bindi által írt, és Mina által előadott L'amore vero című dal is, amely a 2024-es <i id="mwbw">Gassa d'amante</i> című albumáról származik. 

## Forgalmazás
A filmet 2024. december 19-től mutatták be az olasz mozikban. 
Később, 2025. április 20-án kizárólag a Sky Cinema csatornán sugározták.

## Fogadtatás

### Bevétel
A film 16 244 754 € bevételt hozott.

### Kritika
A film általánosságban kedvező kritikákat kapott a filmkritikusoktól .
A Ciak kritikusa, Alessandra De Luca szerint ugyan „a női univerzum mindig is jelen volt a rendező filmjeiben”, ebben a filmben a narráció középpontjába helyezi azt, „ügyesen ötvözve a komédiát és a melodrámát”, és magáévá téve „az érzelmek szokásos merészségét, amely filmjeit oly egyedivé tette”. Paola Casella a MYmovies.it -ben nagyra értékeli Corradi és Casseri forgatókönyvét, amellyel sikerül a filmnek „a testvériség érzését adniuk, amelyet a két főszereplő a legmagasabb szinten testesít meg”, akiknek tolmácsolói „teljesen internalizálják a szerepüket, az egyik a fizikailag programszerű keménységet, a másik pedig a megsemmisülés határán álló önmegtagadást”.

## Díjak
- 2025 – David di Donatello-díj [16]
  - A legtöbbet nézett film Olaszországban (David dello spettatore(wd))
  - Legjobb női mellékszereplő díjra jelölés: Geppi Cucciari
  - Jelölés a legjobb eredeti dalért, a Diamanti című albumért
- 2024 – Arany csapó-díj(wd)[17]
  - Legjobb rendező
  - Legjobb női főszereplő : Luisa Ranieri
  - Jelölés a legjobb vígjátéknak

## Fordítás
Ez a szócikk részben vagy egészben  a   Diamanti (film 2024) című olasz Wikipédia-szócikk ezen változatának fordításán alapul.  Az eredeti cikk szerkesztőit annak laptörténete sorolja fel. Ez a jelzés csupán a megfogalmazás eredetét és a szerzői jogokat jelzi, nem szolgál a cikkben szereplő információk forrásmegjelöléseként.